# Georg Hartmann (Intendant)
Georg Hans Julius Wenzel Hartmann (* 19. Februar 1891 in Nürnberg; † 9. Januar 1972 in München) war ein deutscher Opernregisseur und Intendant.

## Laufbahn
Hartmann wurde als Sohn von Georg Hartmann (Senior) geboren und besuchte die Gymnasien in Halle, Königsberg und Essen. Anschließend studierte er in Marburg und München Geographie und Kunstgeschichte und wurde 1913 mit einer theaterwissenschaftlichen Arbeit über den Intendanten Karl Theodor von Küstner promoviert.
Seine Theaterlaufbahn führte Hartmann über Meiningen, Erfurt und Hannover 1920 an die Staatsoper Dresden. 1923 wurde er in Lübeck erstmals Intendant. 1925 wechselte er in gleicher Funktion nach Dessau und 1929 nach Breslau.
Nach der „Machtergreifung“ der Nationalsozialisten wurde Hartmann in Breslau „beurlaubt“, konnte aber durch Vermittlung von Wilhelm Furtwängler nach Dortmund wechseln und wurde dort dann 1934 gleichfalls Intendant. 1937 ging er als Generalintendant an die Duisburger Oper.
Ende 1942 wurde das dortige Opernhaus schwer beschädigt und auf Wunsch der Duisburger Stadtverwaltung fand 1943 ein Umzug nach Prag statt, wo bis Juli 1944 im Neuen Deutschen Theater und im Ständetheater weitere Aufführungen erfolgten konnten.
Mit Beginn der Spielzeit 1946/47 kam Hartmann erneut nach Dessau, einen Vertrag vom April 1947 als Generalintendant der Leipziger Städtischen Bühnen löste er wieder und wurde im Herbst 1947 Staatsintendant der Bayerischen Staatsoper, daneben leitete er die ersten Münchener Nachkriegs-Festspiele. Nach Auslaufen seines Vertrages im August 1952 nahm er einen längeren Gastspielvertag an der Stockholmer Hofoper an und wirkte als Gastregisseur an zahlreichen Bühnen Europas.

## Ehrungen
- 1964: Bayerischer Verdienstorden
- 1967: Großes Verdienstkreuz der Bundesrepublik Deutschland

## Publikationen
- Küstner und das Münchner Hofschauspiel (1833–1842). Ein Beitrag zur Münchner Theatergeschichte. Dissertation, Dresden 1914.